# Sous-virage

Illustration du sous-virage (trajectoire en rouge)

On parle de sous-virage dans le domaine automobile lorsque le train avant d'un véhicule a tendance à glisser en virage. Le changement de direction est alors affecté et doit être corrigé. C'est l'inverse du survirage, où c'est l'arrière d'un véhicule (le plus souvent propulsion) qui a tendance à glisser.

## Principe
Le véhicule dérape par les roues avant, l'axe médian s'orientant vers l'extérieur du virage. Dans les cas extrêmes, la voiture ne « tourne » pas du tout, elle « pousse » le train avant.
Dans le cas des véhicules courants, ce phénomène s'explique souvent par une vitesse excessive en entrée de virage ou par une accélération trop précoce en sortie de virage. Dans ce second cas de figure, particulièrement courant sur les véhicules à traction, le transfert de charge conduit à diminuer la charge du train avant, ce qui se traduit par une perte d'adhérence des roues avant. Bénéficiant de moins d'appui, ces dernières retranscrivent moins bien le changement de direction et la voiture ne vire pas assez. Cela peut également être accentué par des pneus usés ou mal gonflés, réduisant encore l'adhérence.
En compétition, on peut grandement altérer ses effets en modifiant la géométrie du train avant, la répartition du freinage (entre avant et arrière) et le gonflage des pneus. Certains pilotes aiment avoir une voiture très légèrement sous-vireuse.

## Techniques de pilotage
Sur un véhicule à traction avant, on peut corriger un sous-virage en lâchant brièvement l'accélérateur et en redressant légèrement les roues avant en débraquant afin de leur redonner de l'adhérence.

## Risque
Le risque est une sortie de route du côté du sens de circulation ou un face à face suivant le sens de circulation et le sens du virage.